# Дејан Мајсторовић
Дејан Мајсторовић (Стари Бановци, 22. април 1988) српски је кошаркаш. Тренутно је рангиран на 2. месту на ранг листи кошаркаша у категорији 3x3 од стране Међународне кошаркашке федерације (ФИБА). Он игра за 3x3 клуб Уб и за 3x3 репрезентацију Србије.

## Каријера у 3x3
Мајсторовић је почео да игра на Светској турнеји ФИБА у 3x3 у јуну 2013. Игра за тим из Уједињених Арапских Емирата Нови Сад Ал-Вахда.

### Репрезентација Србије
Мајсторовић представља репрезентацију Србије у 3x3. Освојио је две златне медаље на Светском првенству ФИБА, 2016 у Кини и 2017. у Француској и сребрну медаљу на турниру у Русији 2014. године. Проглашен је за МВП светског првенства ФИБА 2017 и изабран у најбољи тим првенства.
Наступио је за Србију на Олимпијским играма у Токију 2020 (одржале се 2021. због пандемије вируса корона); први пут да је 3x3 уврштен у олимпијски програм. Са репрезентацијом је стигао до полуфинала, победили су Белгију у борби за треће место са 21:10 и тако освојили бронзану медаљу.

## Кошаркашка каријера
Мајсторовић је играо кошарку за екипу Дунава у Кошаркашкој лиги Србије Б (2. ранг) у сезони 2015/16.

## Награде и достигнућа
- Победник ФИБА 3x3 светског купа : 6 (2014, 2015,2018,2019,2022,2023)
- Светско првенство : 5 (2016,2017,2018,2022,2023)
- Европско првенство : 4 (2018,2019,2021,2022)
- Олимпијске игре Токио 2020 - бронзана медаља
- Европске Олимпијске игре Баку 2015 - бронзана медаља
- Награда Браћа Карић- 2022

### Индивидуална признања
- Светско првенство - МВП : 2017.
- Светско првенство - Тим турнира: 2017.
- Светско првенство - најбољи шутер: 2014.